# کوماروو (لسکوواتس)
کوماروو (به صربی: Kumarevo) یک منطقهٔ مسکونی در صربستان است که در لسکواس واقع شده‌است. کوماروو ۸۲۵ نفر جمعیت دارد.